# Хронологична таблица за откриване и изследване на Азия (1800-1860)
| Години                   | Име на откривател, изследовател                                                                                           | Направени открития и изследвания | Изследванията засягат следните съвременни държави |
| ------------------------ | --- | --- | ------------------------------------------------- |
| 1800                     | Яков Санников | Вторично откриване и изследване на остров Столбовой (74°04′ с. ш. 135°56′ и. д. / 74.066667° с. ш. 135.933333° и. д.) от Новосибирските о-ви | Русия                                             |
| 1803 – 1811              | Яспер Улрих Зетцен | 1803 – 1807: Топографско картиране на Мъртво море; 1807: Изследване на Синайския полуостров и Суецкия провлак; 1809: Посещение на Мека и Медина; 1810 – 1811: Посещение на Йемен | Израел, Йордания, Египет, Саудитска Арабия, Йемен |
| 1805                     | Иван Крузенщерн | Картиране на част от бреговете на островите Кюшу и Хоншу, западния бряг на остров Хокайдо, западния вход на Сангарския проток (Цугару), протока Лаперуз и югоизточните брегове на остров Сахалин. Откриване на залива Мордвинов (46º 50` с.ш.), източните и северни брегове на залива Търпение и нос Търпение (48°39′ с. ш. 144°45′ и. д. / 48.65° с. ш. 144.75° и. д.). Уточняване очертанията на п-ов Камчатка и северната част на Курилските о-ви до протока Надежда (47°50′ с. ш. 153°10′ и. д. / 47.833333° с. ш. 153.166667° и. д.) и откриване на о-вите Ловушки (48°30′ с. ш. 153°55′ и. д. / 48.5° с. ш. 153.916667° и. д.. Продължаване изследването и картирането на източните брегове на остров Сахалин. Откриване на Нийския залив (51º 55` с.ш.), носовете Левенщерн (54º 05` с.ш.), Елисавета (54º 25` с.ш., най-северната точка на Сахалин) и Мария (54°20′ с. ш. 142°18′ и. д. / 54.333333° с. ш. 142.3° и. д.) и залива Северен и картиране на част от северозападното крайбрежие на острова | Русия, Япония                                     |
| 1805 – 1806              | Яков Санников | Описание на островите Фадеевски (75°25′ с. ш. 143°40′ и. д. / 75.416667° с. ш. 143.666667° и. д., сега полуостров на остров Котелни) и Нов Сибир (открит от него) от Новосибирските о-ви | Русия                                             |
| 1806                     | Уилям Фицуилям Оуен | Детайлно картиране на Малдивските о-ви и откриване на проток между островите Сиберут и Сипора, покрай западното крайбрежие на остров Суматра | Малдиви, Индонезия                                |
| 1807 – 1808              | Адриан Дюпре | Пресичане на Западна Азия от Истамбул до Багдад, преминаване през планината Загрос, проследяване източните ѝ склонове, достигане до Ормузкия проток и изследване на западните склонове на планината до Шираз. Ново пресичане на Загрос, откриване на изток от нея хребета, пресича го три пъти и го проследява на 400 км и посещение градовете Язд, Исфахан и Кашан | Иран                                              |
| 1808                     | Николай Семьонович Белков                                                                                                 | Откриване на остров Белковски (75°35′ с. ш. 135°40′ и. д. / 75.583333° с. ш. 135.666667° и. д.) от Новосибирските о-ви | Русия                                             |
| 1808 – 1812              | Матвей Геденщром, Яков Санников                                                                                           | Изследване на Новосибирските о-ви, брега между устията на Яна и Колима и части от Якутия и Задбайкалието и откриване на „сибирските полини“ (открити пространства незамръзнала вода) | Русия                                             |
| 1809                     | Йохан Лудвиг Буркхарт | Географски и археоложки изследвания в Северна и Централна Сирия | Сирия                                             |
| 1810                     | Чарлз Кристи | Пътешествие от Карачи на север, пресичане на низината Ласбела, достигане до град Калат (29°00′ с. ш. 66°30′ и. д. / 29° с. ш. 66.5° и. д.), от там на северозапад до Нушки (29°30′ с. ш. 66°00′ и. д. / 29.5° с. ш. 66° и. д.), продължаване на запад покрай планината Чагаи, достигане до река Хелманд на 63º и.д., преминаване през Систанската падина, пресичане на реките Хашруд, Фарахруд и Харутруд и пристигане в Герат. От Герат продължаване на запад и достигане до Исфахан. Първи сведения за орографията на източната част на Иранската планинска земя | Пакистан, Афганистан, Иран                        |
| 1810                     | Хенри Елдред Ъруин Потинджър (1789 – 1856)                                                                                | Пътешествие от Карачи на север, пресичане на низината Ласбела, достигане до град Калат (29°00′ с. ш. 66°30′ и. д. / 29° с. ш. 66.5° и. д.), спускане на югозапад по река Бадо в пустините на Белуджистан, пресичане течащата от юг на север река Мишкел, южните части на платото Серхед, спускане в долината на река Бемпур (течаща в затворената падина Джазмуриан), продължаване на северозапад, проследяване голяма част от хребета Кухруд и достигане до Язд | Пакистан, Иран                                    |
| 1811                     | Василий Головнин | Топографско картиране на част от Курилските о-ви (от протока Надежда на юг до източните брегове на остров Итуруп) и съставяне на цялостна карта на островната верига | Русия                                             |
| 1812, 1814 – 1816        | Йохан Лудвиг Буркхарт | 1812: Пеши поход от Дамаск през Източна Йордания и Синайския п-ов до Кайро; 1814 – 1815: Посещение на Джида, Мека и Медина; 1816: Археологически изследвания на Синайския п-ов | Сирия, Йордания, Израел, Египет, Саудитска Арабия |
| 1813                     | Уилям Джордж Браун | Експедиция през Мала Азия и Армения до Тебриз | Турция, Армения, Иран                             |
| 1815                     | Максим Ляхов | Откриване на островите Василевски и Семьоновски в Новосибирските о-ви (сега се намират под морското равнище) | Русия                                             |
| 1815 – 1818              | Джон Антъни Ходжсън | Откриване и картиране на южната част на хребета Заскар (между Хималаите и Каракорум). Картиране на двете съставящи реки на Ганг – Алакнанда и Бхагиратхи и откриване изворите на река Джамна (десен приток на Ганг) | Индия                                             |
| 1819                     | Дж. Садлиер | Първо пресичане на Арабския п-ов от европеец от изток на запад | Саудитска Арабия                                  |
| 1819 – 1821              | Николай Николаевич Муравьов-Карски (1794 – 1866)                                                                          | 1819: Изследване устието на река Горган (вливаща се в югоизточния ъгъл на Каспийско море) и Красноводския залив и откриване, че остров Дарджа в него се е превърнал в полуостров. 1819 – 1820: Експедиция в Хива с дипломатическа цел. Тръгване от Красноводския залив на североизток, на 41º с.ш. откриване на малки възвишения, на 55º 30` и.д. достигане до югозападния край на платото Устюрт, преминаване край езерата Саръкамъш и достигане до Хива. Завръщане обратно в Красноводск през пустинята Заунгузки Каракум и платото Челюнгкри; 1821: Изследване на п-ов Челекен, разположения на юг от Красноводския залив | Иран, Туркменистан                                |
| 1820 – 1821              | Едуард Фридрих Еверсман                                                                                                   | Пътешествие от Оренбург до Бухара с дипломатическа цел. Изследване на планината Мугоджари, явяваща се най-южното продължение на Урал. Откриване на ниското до 758 м възвишение Букантау в централната част на пустинята Къзълкум, първа научна характеристика на пустинята и привеждане на доказателства за пресъхването на Аралско море: многочислени солончаци, малки езера, долини на пресъхнали реки | Казахстан, Узбекистан                             |
| 1820 – 1824              | Фердинанд Врангел, Фьодор Матюшкин, Прокопий Козмин                                                                       | 1820 – 1824: Изследване и топографско картиране крайбрежието на Североизточен Сибир от устието на Индигирка на запад до Колючинския залив на изток и теоретично доказване съществуването на остров Врангел (Фердинанд Врангел); 1821: Изследване и описание на остров Четиристълбов (от Мечите о-ви), басейна на река Голям Анюй (десен приток на Колима) и тундрата на изток от устието на Колима (Фьодор Матюшкин). Топографско картиране на брега между устията на рекита Колима и Индигирка (Прокопий Козмин); 1822: Изследване басейна на река Малък Анюй (Фьодор Матюшкин); 1823: Топографско картиране на северния бряг на п-ов Чукотка от Чаунския залив (169º 50` и.д.) до 179º 30` и.д. (Фьодор Матюшкин). Описаниеи пълно топографско картиране на Мечите о-ви (Прокопий Козмин) | Русия                                             |
| 1820 – 1830              | Шандор Кьорьоши (1784 – 1842)                                                                                             | Пътешествие през Сирия, Ирак и Иран до Индия. Десетгодишно пребиваване и географски и етнографски изследвания в Пенджаб, Кашмир, Бенгалия, Сиким и Ладакх. Завръщане през планината Хиндукуш, пустинята Каракум, Каспийско море и Русия | Индия, Пакистан                                   |
| 1821                     | Ч. Мейсън | Пътешествие през Закавказието, Иран, Афганистан до Северозападна Индия. Географски сведения за Иранската планинска земя и Афганистан и изследване на главните проходи през планината Хиндукуш | Индия, Пакистан, Иран, Афганистан                 |
| 1821 – 1823              | Пьотър Анжу, Пьотър Илин                                                                                                  | Изследване и картиране на северния бряг на Сибир между устията на реките Оленьок и Индигирка и Новосибирските острови. Откриване на северния бряг на остров Котелни и на север от него, остров Фигурин (76°20′ с. ш. 141°20′ и. д. / 76.333333° с. ш. 141.333333° и. д., сега не съществува) | Русия                                             |
| 1825 – 1826              | Фридрих Вилхелм Ремберт фон Берг, Пьотър Анжу, Едуард Фридрих Еверсман                                                    | Военно-топографска експедицията от Гурев (Атирау) на югоизток, пресичане на платото Устюрт по 45º с.ш., достигане до възвишението Източен Чинк, простиращо се покрай западния бряг на Аралско море, от там продължаване на север до пустинята Големи Барсуки, завиване на запад и по 46º с.ш. се завръщане в Гурев. Извършване на подробна барометрична нивелация между Каспийско и Аралско море, с цел проектирането и построяването на канал между двете морета | Казахстан                                         |
| 1826                     | Александър Андреевич Бунге, Карл Фридрих Ледебур                                                                          | Изследване на Алтай. Изкачване по река Бухтарма (десен приток на Иртиш), пресичане на вододела на 86º и.д., достигане до река Катун, откриване на няколко ледници в изворите ѝ, изкачване по река Чариш (ляв приток на Об) до изворите ѝ, прехвърляне в изворите на река Урсул (ляв приток на Катун) и на юг от нея вторично откриване на Теректинския хребет | Русия                                             |
| 1826 – 1829              | Иван Никифорович Иванов (1784 – 1847)                                                                                     | Картиране брега на Карско море от нос Канин нос (43º 18` и.д.) до устието на Об | Русия                                             |
| 1828                     | Фьодор Литке, Иван Ратманов (1793 – 1842)                                                                                 | Астрономическо определяне координатите на по важните пунктове по източното крайбрежие на Камчатка. Изследване на южните брегове на п-ов Чукотка от Мечигменския залив (172º 30` з.д.) на изток до залива Кръст (179º 10` з.д., включително) на запад и откриване и картиране на протока Сенявин (64°50′ с. ш. 172°35′ з. д. / 64.833333° с. ш. 172.583333° з. д., отделящ островите Аракамчечен и Итигран от континента (Фьодор Литке). Картиране на бреговете на остров Карагински, протока Литке, отделящ го от п-ов Камчатка и остров Верхотуров (59°35′ с. ш. 164°40′ и. д. / 59.583333° с. ш. 164.666667° и. д., на север от остров Карагински) (Иван Ратманов) | Русия                                             |
| 1829                     | Адолф Купфер, Емилий Ленц, Едуард Минетрис, Карл Майер                                                                    | Физикогеографски изследвания в Скалистия хребет на Кавказ и първо изкачване на връх Елбрус | Русия, Грузия                                     |
| 1829 – 1831              | Прокопий Козмин | Описание и картиране на югозападното крайбрежие на Охотско море, пътят Якутск – Уст Уда, извършване на първото научно изследване на Шантарските о-ви и откриване в тях на островите Прокофиев (55°04′ с. ш. 138°23′ и. д. / 55.066667° с. ш. 138.383333° и. д.) и Кусов (54°43′ с. ш. 138°13′ и. д. / 54.716667° с. ш. 138.216667° и. д.). Изследване и на част от Удския залив и съставяне на първата карта на изследваните райони | Русия                                             |
| 1829 – 1834, 1837 – 1838 | Дж. Ричардсън, У. Маклауд                                                                                                 | Изследване на вътрешните райони на Бирма, в т.ч. цялото долно и средно течение на река Иравади | Мианмар                                           |
| 1830 – 1832              | Александър Андреевич Бунге                                                                                                | Хипсометрични изследвания в пустинята Гоби (1830 – 1831). Изследване на цялото течение на река Чуя (десен приток на Катун), левия ѝ приток Башкаус, описание на Чуйската степ и Чулишманската планинска земя | Монголия, Русия                                   |
| 30-те години XIX в.      | Брайан Хоктън Ходжсън | Топографско картиране на непалската част на Хималаите (800 км), в т.ч. множество леви притоци на Ганг – Карнали, Кали-Гандак, Коси и др. | Непал                                             |
| 1831 – 1832, 1836        | Григорий Карелин | 1831: Геодезически и астрономически измервания в горното течение на река Тобол и съставяне на подробна карта на района; 1832: Описание и топографско картиране на цялия източен бряг на Каспийско море на протежение от 1200 км. Изследване на североизточните брегове на Каспийско море между Гурев (Атирау) и п-ов Мангишлак, в т.ч. бившите заливи Мъртъв Култук и Кайдак, възвишението Жаманайракти (153 м) и крайбрежието на п-ов Бузачи; 1836: Изследване на източните и югоизточните брегове на Каспийско море, в т.ч. заливите Кара Богаз Гол, Горгански и Красноводски, п-ов Челекен, крайбрежните острови, хребета Голям Балхан и Красноводското плато и откриване на богати залежи на петрол | Казахстан, Туркменистан, Иран                     |
| 1833                     | Фридрих Геблер | Изследвания в планината Алтай. Изкачване по река Бухтарма (десен приток на Иртиш) до 85º и.д., преминаване на изток, а след това на юг към изворите ѝ, картиране на почти цялото ѝ течение и откриване на хребета Листвяга покрай десния ѝ бряг | Казахстан                                         |
| 1833 – 1836              | Григорий Хелмерсен | Геоложки изследвания в Алтай, Средна Азия и Киргизстан | Русия, Казахстан, Киргизстан                      |
| 1834 – 1836              | Михаил Павлович Вронченко (1802 – 1855)                                                                                   | Топографски картирания в Мала Азия, базиращи се на астрономически определени координати на 100 пункта. В западната част на полуострова „откриване“ на хребетите Боздаглар и Айдън, между реките Гедиз на север и Голям Мендерес на юг, а още по-на юг – хребета Ментеше. Картиране на 500-километровия крайбрежен хребет Тавър в южната част на полуострова. Близо до черноморското крайбрежие картиране на редица масиви, обединени под името Западно-Понтийски планини, а в централната част на Мала Азия оконтуряване на Анатолийското плато. Картиране и описание на всички езера на полуострова – Туз, Бейшехир, Егирдир, Изник, Апольонт и Маняс. Уточняване конфигурациите и направленията на теченията на множество реки, в т.ч. Къзълърмак, Йешилърмак, Сакария и Голям Мендерес | Турция                                            |
| 1835                     | Фридрих Геблер | Нови изследвания в планината Алтай. Установяване самостоятелността на хребета Холзун и включване в него на Коксуйския хребет. Изкачване по река Катун и откриване на първите алтайски ледници в изворната ѝ област, в т.ч. Катунския ледник. Откриване на хребетите Южночуйски (на изток от река Аргут, десен приток на Катун) и Катунския хребет, като в последния откриване на ледника Геблер | Русия                                             |
| 1835 – 1836              | Годфри Томас Уиджни | Експедиции в Каракорум и горното течение на Инд. Откриване на един от най-големите планински ледница в света – Балторо (35°43′ с. ш. 76°34′ и. д. / 35.716667° с. ш. 76.566667° и. д.). Изследване средното течение на река Шайок (десен приток на Инд) и десния ѝ приток Нубра и откриване на ледника Сиачен (най-големия ледник в Хималаите, 70 км), а между реките Шайок и Инд – северната част на хребета Ладакх | Индия                                             |
| 1836 – 1842              | Василий Ваганов (1820 – 1853)                                                                                             | Топографско картиране на части от Томска губерния | Русия                                             |
| 1837 – 1838              | Джон Ууд | Експедиция от Кундуз (в Северен Афганистан) нагоре по река Кокча (ляв приток на Пяндж) и по десния и приток Вардудж, пресичане на къс вододел и достигане до Пяндж близо до 72º и.д. Изкачване по нея и по дясната я съставяща река Памир и откриване на езерото Зоркул | Афганистан, Таджикистан                           |
| 1837 – 1839              | Ян Виткевич | Руска дипломатическа мисия от Техеран до Кабул и обратно. Минаване през Нишапур (36°12′ с. ш. 58°48′ и. д. / 36.2° с. ш. 58.8° и. д.), пресичане на Систанската котловина, по долината на река Хашруд до Кандахар и достигане до Кабул. Спускане по долината на река Хашруд до езерото Хамун, продължаване на северозапад, проследяване на около 300 км от Източно-Иранските планини (включващи планината Кайен, платото Серхед и редица други меридионални хребети), преминаване през Тебес (33°36′ с. ш. 56°55′ и. д. / 33.6° с. ш. 56.916667° и. д.), завиване на запад и през северните части на пустинята Деще Кевир завръщане в Техеран | Иран, Афганистан                                  |
| 1837 – 1841              | Александър Александрович Александров                                                                                      | Топографско картиране на средното течение на река Кубан (1837) и на части от Ставрополския край (1838 – 1841) | Русия                                             |
| 1837 – 1845              | Йохан Бларамберг | Топографо-геодезически заснемания и географски изследвания в Иран и Афганистан (1837 – 1840). Мащабни топографски заснемания и картирания на големи участъци от Киргизките степи, платото Устюрт и Южен Урал (1841 – 1845) | Иран, Афганистан, Казахстан, Русия                |
| 1839                     | Едуард Бари Коноли | Топографско картиране на езерото Хамун и делтата на река Хелманд | Иран, Афганистан                                  |
| 1840 – 1842              | Григорий Карелин | Топографски заснемания и картирания в Седморечието, горното течение на Иртиш и притоците му, хребетите Тарбагатай, Наримски и Джунгарски Алатау | Казахстан                                         |
| 1840 – 1843              | Александър Шренк, Тимофей Нифантев                                                                                        | 1840 – 1842: Експедиция от Семипалатинск на юг, към река Аягуз, изследване и топографско картиране на северозападните и южните брегове на езерото Балхаш (1841 – 1842, Тимофей Нифантев), хребета Джунгарски Алатау, езерата Сасиккол и Алакол, долните течения на реките вливащи се в тях, в т.ч. Емел и Урджар и проследяване на около 200 км от южния склон на хребета Тарбагатай. 1843: Експедиция от Омск на юг, пресичане на дентралната част на Казахския мелкосопочник, топографско картиране на западния бряг на Балхаш и геодезическо заснемане на участъци от теченията на реките Или и Лепса, вливащи се в езерото | Казахстан                                         |
| 1841 – 1842              | Александър Адолф Леман | 1840 – 1842: Експедиция от Оренбург до Бухара. Изследване на възвишението Актау в пустинята Къзълкум. От Бухара придвижване до Самарканд и изкачване нагоре по релавшан Зеравшан до 68º 30` и.д. Изкачване по река Фандаря до езерото Кули-Кулон и от там по планински пътеки завръщане в Самарканд. Изследване на около 300 км от западната част на Зеравшанския хребет | Казахстан, Узбекистан                             |
| 1842                     | Пьотър Чихачов | Извършване на физикогеографски и геоложки изследвания в Алтай и Кузнецки Алатау. Изследване долината на река Чуя (приток на Катун), откриване на Северочуйския хребет покрай левия (южен) бряг на реката, а покрай десния – Айгулакския и Курайския хребети, проследяване на пограничния хребет Сайлюгем на изток до открития от него меридионален хребет Чихачов. Тръгване на север покрай последния, преминаване през откритата от него Чулишманска планинска земя, изследване басейна на река Чулишман (вливаща се от юг в Телецкото езеро) и откриване на извора ѝ – езерото Джулукул (50°30′ с. ш. 89°45′ и. д. / 50.5° с. ш. 89.75° и. д.). Изкачване по десния приток на Чулишман – река Чулча, пресичане на южната част на Абаканския хребет и откриване изворите на реките Голям и Малък Абакан и хребета Карлиган между тях. Връщане в изворната област на Чулча, завиване на изток, пресичане на северната част на Шапшалския хребет и достигане до горното течение на река Алаш (ляв приток на Хемчик, от басейна на Енисей). Северно от изворите на Алаш откриване на езерото Карахол (51°25′ с. ш. 89°30′ и. д. / 51.416667° с. ш. 89.5° и. д.), продължаване на север, навлизане в горното течение на река Она (десен приток на Абакан), завиване на изток, преваляне на открития от него Кантегирски хребет и спускане в долината на река Кантегир (ляв приток на Енисей). Откриване на Джебашкия хребет, покрай левия бряг на Кантегир, достигане до река Чехан и по нея и по Абакан спускане до Енисей. От там през Минусинск достигане до Красноярск, а след това през Кузнецки Алатау – до Кузнецк. Откриване и оконтуряване на Кузнецкия въглищен басейн | Русия                                             |
| 1843                     | Адолф фон Вреде (1807 – 1863)                                                                                             | Първо проникване в областта Хадрамаут и южните пустини на Арабския п-ов | Йемен                                             |
| 1843 – 1844              | Николай Иванович Воскобойников                                                                                            | Геоложки изследвания в Северен Иран, съставяне на топографско и орографско описание на района и проследяване и картиране на планина Елбурс | Иран                                              |
| 1843 – 1845              | Александър Мидендорф, Василий Ваганов                                                                                     | Комплексни физикогеографски изследвания на природата и топографски картирания на вътрешните райони на п-ов Таймир, Становите планини, Алданската планинска земя, западното крайбрежие на Охотско море и Шантарските о-ви. 1843: Експедиция от Дудинка на североизток, пресичане на езерото Пясино, изкачване по река Дудипта (десен приток на Пясина), достигане до долното течение на река Боганида (от басейна на Хатанга), пресичане от юг на север на Северосибирската низина, достигане до река Горна Таймира, изследване и картиране на цялото ѝ течение и езерото Таймир. На север от езерото откриване на планината Биранга и спускане по река Долна Таймира до Таймирския залив (76°25′ с. ш. 98°00′ и. д. / 76.416667° с. ш. 98° и. д.) на Карско море. На базата на извършените геодезически измервания е съставена карта на Горна и Долна Таймира и езерото Таймир; 1844 – 1845: От Якутск придвижване до селището Амга, разположено на река Амга (ляв приток на Алдан), изкачване по река Учур (десен приток на Алдан), пресичане на Становите планини, достигане до горното течение на река Уда и спускане по нея до Удския залив. Продължаване на изток покрай брега, картиране на южния бряг на Удския залив (с Мечия остров), южното крайбрежие на остров Голям Шантар, Тугурския и Улбански залив (южната част на залива Академия). Откриване на Тугурския п-ов с дълбокия залив Константин, п-ов Тохареу (53°45′ с. ш. 138°25′ и. д. / 53.75° с. ш. 138.416667° и. д., вдаващ се в залива Академия и разделящ го на заливите Улбански и Николай) и хребета Мевачан. Връщане обратно към устието на река Тугур, изкачване по нея на юг до големия ѝ завой, откриване на хребета Магу и Тугурския хребет. Продължаване на юг, достигане до река Немилен (ляв приток на Амгун), изкачване по един неин десен приток до хребета Дусе-Алин (продължение на Бурейнския хребет), пресичане на хребета, достигане до река Бурея (ляв приток на Амур), спускане по нея до устието на десния ѝ приток река Ниман, изкачване по последната, преминаване в басейна на река Селемджа, продължаване на северозапад, достигане до река Зея при устието на десния ѝ приток река Гилюй, завиване на югазапад и достигане до Амур. Изкачване по Амур и Шилка и през Нерчинск завръщане в Иркутск | Русия                                             |
| 1843 – 1847              | Едуард Белчер | Геодезически заснемания и топографски картирания в Източна Индия, Филипините и на други места в Югоизточна Азия | Индия, Филипини, Малайзия                         |
| 1844 – 1846              | Еварист Юк | Пътешествие от Пекин до Лхаса през пустинята Алашан, езерото Кукунор и изворите на река Хуанхъ. На обратния път пресичане на Източен Тибет от Лхаса до Ченду | Китай                                             |
| 1844 – 1853              | Херман Абих | Изследване на орографията и геологията на Закавказието, Дагестан и северните склонове на Кавказ и изработване на първа орографска схеме на Кавказ. 1844 – 1845: изследване района на масива Голям Арарат; 1846 – 1848: Изследване и описание на Колхидската низина, планинската система на Малък Кавказ и североизточната част на Арменската планинска земя. В Малък Кавказ обособяване на два хребета с посока изток-запад – Триалетски и Месхетски (Аджаро-Имеретински) и два къси меридионални хребета в изворите на река Кура. В Арменската планинска земя – Карското плато) и многочислени вулканични масиви, в т.ч. Голям Арарат и Арагац; 1849 – 1851: Изследване на Голям Кавказ, в т.ч. южните склонове на Главния хребет в горните течения на реките Риони и Ингури и северните между горните течения на Кубан и Терек. Описание на няколко върхове с височина 4 – 5 хил. м, в т.ч. Елбрус и Казбек и откриване на няколко ледника. Изследване на горните, десни притоци на река Сунжа (от басейна на Терек), горния басейн на река Сулак и вододела между десните притоци на река Аварско Койсу и самостоятелни къси реки на Дагестан. Между реките Андийско и Аварско Койсу (и двете състявящи на Сулак) откриване на Богоския хребет, картиране района между реките Аргун и Андийско Койсу и изследване на няколко малки котловини и горните течения на два десни притока на Сунжа; 1852 – 1853: Изследване на южната част на Малък Кавказ и планините южно от река Аракс в Иран) – до Тебриз | Русия, Грузия, Азербайджан, Армения, Турция, Иран |
| 1845, 1848               | Георг Август Валин | Двукратни пътешествия в Северна Арабия и изследване на пустинята Голям Нефуд (пустиня)\|Голям Нефуд. 1845: Пътешествие от Палестина на югоизток, пресичане на планината Еш Шара, безплодна пустинна равнина, пясъчната падина Вади Сирхан и достигане до оазиса Ел Джаут (29°48′ с. ш. 39°52′ и. д. / 29.8° с. ш. 39.866667° и. д.). Продължаване на югоизток, пресичане на пясъчната пустиня Голям Нефуд, достигане до оазиса Джуба (28°02′ с. ш. 40°16′ и. д. / 28.033333° с. ш. 40.266667° и. д.), след това до Хаил (27°31′ с. ш. 41°41′ и. д. / 27.516667° с. ш. 41.683333° и. д.), пресичане в югозападно направление Централното плато и достигане до крайбрежието на Червено море при Медина; 1848: Пътешествие от Ал Мувайла (27°41′ с. ш. 35°29′ и. д. / 27.683333° с. ш. 35.483333° и. д.) на Червено море, пресичане на меридионалния хребет Еш Шифа, преодоляване на лавовото плато на около 28° с.ш., преминаване през оазисите Табук (28°23′ с. ш. 36°34′ и. д. / 28.383333° с. ш. 36.566667° и. д.) и Тайма (27°38′ с. ш. 38°33′ и. д. / 27.633333° с. ш. 38.55° и. д.), пристигане в Хаил, завиване на североизток и достигане до река Ефрат на 32º с.ш. | Йордания, Саудитска Арабия                        |
| 1846 – 1847              | Александър Кънингам, Хенри Стречи                                                                                         | Военна топографска експедиция по демаркацията на границата на английските владения с Китай в района на Западните Хималаи. Топографско картиране и орографска схема на хребетите Пир Панджал, Заскар (проследяване на 400 км между долното течение на река Шинго и 32° с.ш. и Кайлас, планината Деосан и по китайски източници части от Каракорум (Александър Кънингам). Многократни пресичания на басейните на горните течения на Инд и Ганг (около 200 хил. км2) и съставяне на детайлна топографска карта. Точно нанасяне теченията на реките Синги и Гартанг, съставящи на Инд, горните течения на Сатледж и Чинаб и всички притоци на Инд, в т.ч. Шайок и Заскар (Хенри Стречи) | Индия, Китай                                      |
| 1846 – 1863              | Пьотър Чихачов | Осем експидиции в Мала Азия и събиране на обширна информация по физическа география, ботаника, икономика, археология и етнография. Проследяване на 750 км от Западно-Понтийските планини и обособяване на няколко паралелни хребета – Илгаз (32 – 35º и.д., 2565 м), Джаник (36 – 38º и.д., 1780 м) и Източно-Понтийските планини (38 – 42º и.д., 3937 м). В Арменската планинска земя оконтуряване на хребетите Паландьокен (40 – 42º и.д., 3174 м) и Бингьол (41 – 42º и.д., 3650 м). Изследване на Централен и Западен Тавър, Анатолийското плато, проследяване на около 400 км от средиземноморското крайбрежие на Мала Азия, а на 32º и.д., близо до черноморското крайбрежие откриване на Зонгулдагския въглищен басейн | Турция                                            |
| 1847                     | Иван Матвеевич Жеребцов                                                                                                   | Геодезическо заснемане и топографско картиране на цялото крайбрежие на залива Кара Богаз Гол | Туркменистан                                      |
| 1848 – 1849              | Алексей Бутаков | 1848: Описание и топографско картиране на северните, западните и южни брегове на Аралско море, откриване на островите Възраждане, Комсомолски, Константин и др. и установяване понижаването на нивото на морето; 1849: Изследване и топографско картиране на източния бряг със заливите Шевченко, Тущибас и Чернишов, полуостровите Каратуп и Куланди и островите Толмачов, Белинсхаузен и Лазарев | Казахстан, Узбекистан                             |
| 1849                     | Хенри Келет | Откриване на остров Хералд (71°24′ с. ш. 175°40′ з. д. / 71.4° с. ш. 175.666667° з. д.) в Чукотско море | Русия                                             |
| 1849                     | Генадий Невелски | Плаване към остров Сахалин и устието на река Амур. Доказване островното положение на Сахалин и достъпността на устието и лимана на Амур за големи кораби | Русия                                             |
| 1849 – 1850, 1851        | Егор Ковалевски | Изследване на природата, климата, геологията, растителния и животински свят, икономиката, етнографията на Монголия | Монголия                                          |
| 1849, 1851               | Александър Влангали | Орографски изследвания в северната част на Казахския мелкосопочник | Казахстан                                         |
| 1849 – 1852              | Николай Християнович Ахте (1816 – 1867), Лудвиг Шварц, Степан Крутив, Алексей Аргунов, Василий Карликов, Николай Меглицки | 1849 – 1850: Изследване на езерото Байкал и съставяне на едромащабна топографска карта на езерото и района (Николай Християнович Ахте). 1850: Топографски, геодезически и астрономически измервания от река Шилка (лява съставяща на Амур) през реките Амазар, Алдан и Ольокма до Лена (град Олекминск) (Лудвиг Шварц, Степан Крутив); 1851: Поход от река Мая (десен приток на Алдан) през хребета Джугджур, достигане до устието на река Уда, изследване на остров Голям Шантар, изкачване по река Тугур, пресичане на откритите хребети Тилски, Тайкански, Алски и северната част на Ям-Алин, завръщане в устието на Уда и проследяване крайбрежието на Охотско море на север до Аян (Николай Меглицки, Степан Крутив). Изкачване по река Уда, на 132º и.д. пресичане на ниския вододел между Уда и Зея (ляв приток на Амур) и по река Купури спускане до Зея и откриване на Горнозейската равнина. Пресичане на хребета Джагди (вододел между Уда и Селемджа), изследване на планинските райони между Селемджа и Бурея (хребета Турана), северните склонове на Бурейнския хребет и южната част на хребета Ям-Алин (Лудвиг Шварц, Степан Крутив, Алексей Аргунов). Проследяване и картиране на 300 км от течението на река Амгун до устието на река Немилен (Степан Крутив). Достигане до изворите на река Гилюй (126º и.д., десен приток на Зея), продължаване на изток по вододела между Алдан и Зея до 131º и.д., проследяване билото на Становите планини на около 300 км, завиване на юг и по реките Арги (от басейна на Зея) и Уда спускане до Охотско море (Василий Карликов); 1852: Пресичане на Горнозейската равнина от изток на запад, на 127º и.д. тръгване на север-североизток, пресичане Становите планини, достигане до горното течение на река Гонам (от басейна на Алдан), спускане до средното течение на Гонам, пресичане на нисък хребет, достигане до река Гиним (тя, както и Гонам са леви притоци на Учур от басейна на Алдан), продължаване на североизток покрай югоизточните склонове на хребета Сунагин и достигане до устието на река Учур (Лудвиг Шварц). Топографски измервания в Становите планини и откриване на хребетите Кет-Кап (57º 30` с.ш.), покрай десния бряг на река Учур и Олега-Итабит (58° – 59º с.ш.), покрай десния бряг на река Алдан (Алексей Аргунов) | Русия                                             |
| 1849 – 1852              | Елизар Петрович Воронин                                                                                                   | Геодезическо заснемане и топографско картиране на Западносибирската равнина на юг от 60º с.ш. Картирани са 16 големи и малки притоци на Иртиш, в т.ч. целите течения на Ишим (2450 км) и Тобол (1591 км), част от притоците на Об, в т.ч. Пим, Аган и Вах и около 60 езера, в т.ч. – Чани | Русия                                             |
| 1850 – 1855              | Генадий Невелски, Дмитрий Орлов, Николай Бошняк, Николай Рудановски, Григорий Данилович Разградски (1830 – 1899)          | Многочислени изследвания и описания на река Амур (с устието и лимана), остров Сахалин, протоците отделящи го от континента, бреговете и части от вътрешността на Приморския край. Основаване на град Николаевск на Амур (1850). 1851: Изследване долното течение на Амур и долния басейн на река Амгун и откриване на езерата Чля, Орел и Удил и вододелния хребет между басейните на Амур и реките Тугур и Уда (Дмитрий Орлов); 1852: Изкачване по река Тугур и по левия ѝ приток Муникан до изворите на река Селемджа (от басейна на Амур), преминаване към изворите на река Керби и по нея и по Аргун спускане до Амур (Дмитрий Орлов). Изследване на западното крайбрежие на Сахалин от протока Невелски до река Дуе, откриване наличието на въглища и пресичане на острова по откритата от него река Тим (Николай Бошняк). Изследване долното течение на Амур, описание на езерото Удил и долните течения на вливащите се в него реки – Бичи и Пилда и откриване на езерото Кизи на десния бряг на Амур (Николай Бошняк). Изследване басейна на река Амгун и откриване на езерата Еворон и Чукчагирско, залива Чихачов (Дьо Кастри, 51°30′ с. ш. 140°50′ и. д. / 51.5° с. ш. 140.833333° и. д.) и Бурейнския хребет (Николай Бошняк); 1853: Изследване на западния бряг на Татарския проток, откриване на залива Советская гаван (Хаджи, 49°00′ с. ш. 140°20′ и. д. / 49° с. ш. 140.333333° и. д.) и основаване на селището Дьо Касти, на брега на залива Чихачов (Николай Бошняк); 1853 – 1854: Изследване на югозападния бряг (между 49º и 47º 30` с.ш.) и югоизточния (между 48º и 46º 50` с.ш.) на остров Сахалин и основаване на три военни поста на острова. Първо пресичане на планината Сихоте Алин по река Тумнин до Амур (Дмитрий Орлов). Топографско картиране на залива Анива, югозападния бряг на Сахалин на юг от 47º 30` с.ш. и на базата на извършените астрономически измервания съставяне на първата карта на Южен Сахалин (Николай Рудановски); 1854: Пресичане северната част на планината Сихоте Алин и изследване целия басейн на река Хунгари (десен приток на Амур) (Григорий Данилович Разградски) | Русия                                             |
| 1852 – 1853              | Тимофей Нифантев | Топографско картиране на цялото езеро Балхаш и определяне размерите, формата и дълбочината му. Съставяне на първата карта на езерото Исък Кул | Казахстан, Киргизстан                             |
| 1853 – 1855              | Ричард Карлович Маак, Александър Кондратиевич Зондхаген                                                                   | 1853 – 1854: Топографско картиране на река Чона (най-големия десен приток на Вилюй) и на Вилюй от устието на Чона до град Вилюйск (Александър Кондратиевич Зондхаген); 1854 – 1855: Изкачване по Вилюй до Вилюйск, картиране на долното течение на реката, продължаване на северозапад, преминаване през средното течение на река Тюкян (ляв приток на Вилюй), достигане до река Ханя (ляв приток на Марха, която е ляв приток на Вилюй), продължаване на север, достигане до река Оленьок на 68º с.ш., завиване на югозапад, пресичане на десните горни притоци на Оленьок и вододела между нея и Вилюй (на Северната полярна окръжност, между 107º – 108º и.д.) и достигане до горното течение на Вилюй | Русия                                             |
| 1854                     | Иван Семьонович Унковски                                                                                                  | Топографско картиране на източното крайбрежие на Корея на север от 35º с.ш. и част от руското крайбрежие до 42º 31` с.ш. на протежение около 1500 км. Откриване на залива Посет (42º 30` с.ш.), о-вите Римски-Корсаков (42º 40` с.ш., в залива Петър Велики) и залива Олга (43º 40` с.ш.) | Корея, Русия                                      |
| 1854 – 1856              | Леополд Шренк (1826 – 1894)                                                                                               | Пътешествие по Приамурието и на остров Сахалин и провеждане на зоогеографски и метеорологични наблюдения | Русия                                             |
| 1854 – 1862              | Алфред Ръсел Уолъс | Физикогеографски изследвания в Малайския архипелаг | Индонезия, Малайзия                               |
| 1855                     | Алексей Бутаков | Изследване долното течение на река Сърдаря | Казахстан                                         |
| 1855 – 1857              | Адолф Шлагинтвайт, Херман Шлагинтвайт, Робърт Шлагинтвайт (1833 – 1885)                                                   | Физикогеографски изследвания в северозападните провинции на Индия, източните склонове на Каракорум, западната част на Кунлун и северозападната част на Тибет | Индия, Китай                                      |
| 1855 – 1857              | Томас Джордж Монтгомъри                                                                                                   | Топографско картиране на части от Кашмир с площ около 250 хил. км2 Определяне височината на най-западния осемхилядник – връх Нангапарбат (8126 м) и откриване на връх Чогори (К2, Годуин-Остен, 8611 м), в Каракорум, втория по височина връх в света | Индия, Китай                                      |
| 1855 – 1859              | Лудвиг Шварц, Арсений Усолцев, Иродион Василиевич Орлов, Иван Крижин, Густав Раде                                         | Изследване на обширни територии в Източен Сибир и Далечния изток: орографски, физикогеографски и геоложки изследвания. Описание на речната мрежа, астрономическо определяне координатите на редица населени пунктове, които лягат в основата на съставената впоследствие карта и подробно описание на Южен Сибир. 1855: Топографско картиране на цялото течение на река Нерча (ляв приток на Шилка), откриване на западната част на Ольокмински Становик, продължаване на запад между 53º и 54º с.ш., пресичане на Яблоновия хребет, достигане до река Конда и по нея до река Витим и топографско заснемане на цялото горно течение на Витим с дължина около 450 км. Продължаване на запад, пресичане на Икатския хребет в северната му част и спускане по река Баргузин до езерото Байкал (Арсений Усолцев). От езерото Байкал достигане до изворите на река Баргузин (вливаща се от изток в езерото), на 55ºс.ш. – до изворите на река Ципа (ляв приток на Витим), откриване на Южномуйски хребет, изследване на горното и средно течение на река Ципа, спускане по река Бамбуйка до Витим, отново завръщане към средното течение на Ципа, пресичане от юг на север Южномуйския хребет, изкачване по река Муя (ляв приток на Витим) до изворите ѝ, прехвърляне в долината на река Горна Ангара (вливаща се от север в Байкал), изследване на цялото ѝ течение и откриване на Горноангарската котловина (Иродион Василиевич Орлов). Изследване на растителния и животинския свят на езерото Байкал (Густав Раде); 1856: Топографско заснемане на някои леви притоци на Амур, в т.ч. цялото течение (1242 км) на река Зея (Арсений Усолцев). Физикогеографски изследвания в Задбайкалието по маршрута Верхнеудинск – Чита – Нерчинск – река Аргун-връх Сохондо (Густав Раде) 1857: Спускане по Лена и изкачване по десния ѝ приток Витим на 660 км до Делюн-Оронския водопад (Лудвиг Шварц). Спускане по Шилка и Амур, изкачване по река Амазар (ляв приток на Амур), пресичане на Ольокмински Становик, река Ольокма, Яблоновия хребет и достигане до горното течение на река Чара (ляв приток на Ольокма). Откриване на Каларския хребет (покрай десния бряг на река Калар, хребетите Удокан и Кодар, продължаване на запад към Витим, изкачване по река Муя (ляв приток на Витим), картиране на цялото ѝ течение (288 км), достигане до северната част на езерото Байкал, изследване на северозападния бряг на езерото до 55º с.ш., пресичане на Байкалския хребет и достигане до река Лена на 54º с.ш. (Арсений Усолцев). Топографско картиране на река Киренга (десен приток на Лена), изкачване по десния ѝ приток река Черепаниха и откриване на хребета Акиткан (Иван Степанович Крижин). От Чита спускане по реките Шилка и Амур до устието на река Усури и извършване на физикогеографски изследвания (Густав Раде); 1858: Достигане до горното течение на река Оя (десен приток на Енисей), откриване на Ойския хребет, по хребетите Кулумис и Ергаки достигане до югозападната част на хребета Ергак-Таргак-Тайга, спускане по река Ус (десен приток на Енисей) и по Енисей и завръщане в Минусинск, откриване на Мирския и Араданския хребет покрай десния бряг на Ус (Лудвиг Шварц). Спускане по река Амур до устието на левия ѝ приток река Бурея, изкачване по нея до ниския и безлесен хребет Турана, продължаване на север покрай западните склонове на хребета и достига до река Селемджа на 130º 30` и.д. и спускане по нея до Амур при Благовещенск (Арсений Усолцев). Изследване на цялото течение на река Иркут (ляв приток на Ангара), посещаване на езерото Хубсугул, връщане на север, проникване в горното течение на река Ока (ляв приток на Ангара), завиване на запад, достигане до горното течение на река Бий Хем (Голям Енисей), спускане по реката на запад, продължаване на север през Тоджинската котловина, изкачване в централната част на Източните Саяни (хребета Ергак-Таргак-Тайга), спускане към горното течение на река Бирюса (Она, от басейна на Ангара), продължаване на северозапад покрай североизточните склонове на Източните Саяни, достигане до река Мана и по нея и по Енисей добиране до Красноярск (Иван Степанович Крижин); 1859: Изкачвае на най-високия връх Мунку Сардък (3491 м) на планината Източни Саяни, откриване на първия ледник в планината, изследване на изворната област на реките Енисей, Иркут и Ока, преминаване през езерото Хубсугул и завръщане в Иркутск (Густав Раде) | Русия                                             |
| 1856                     | Чокан Валиханов | Изследване на езерото Исък Кул и посещение в Джунгария | Киргизстан, Китай                                 |
| 1856 – 1857              | Пьотър Семьонов-Тяншански                                                                                                 | 1856: Пресичане по 77° 40' и.д. източната част на хребета Заилийски Алатау, спускане на югоизток в долината на река Шилик (Чилик, ляв приток на Или), пресичане на източната част на хребета Кунгей Алатау, по долините на реките Тюп и Джергалан достигане до езерото Исък Кул и по същия път завръщане в Алма Ата. Тръгване от Алма Ата на запад, пресичане на Заилийски Алатау на 76° и.д., спускане в долината на река Чу, на югозапад от нея откриване на източната част на Киргизкия хребет, изкачване по долината на Чу през Боамско ждрело, достигане до северозападния бряг на езерото Исък Кул, изкачване на хребета Кунгей Алатау, пресичане долината на река Чонг Кемин (десен приток на Чу) и Заилийски Алатау в най-високата му част, на 76° 50' и.д. и достигане до Алма Ата; 1857: Тръгване от Алма Ата на изток покрай северния склон на Заилийски Алатау, пресичане на река Шилик (Чилик) и покрай възвишенията Согети и Тораигир достига до горното течение на река Чарън (Шарън, ляв приток на Или). Ново пресичане на хребета Кунгей-Алатау, Тюп-Джиргалинската котловина, достигане до северните склонове на хребета Терскей-Алатау, на 78° и.д. пресичане хребета, откриване изворите на река Нарин, спускане в басейна на река Саръджаз (от басейна на Тарим), изследване на горното ѝ течение, където открива огромни ледници и завръщане в Алма Ата | Казахстан, Киргизстан                             |
| 1857                     | Хенри Годуин-Остин | Топографско картиране на части от Каракорум откриване на два колосални ледника – Биафо (63 км) и Хиспар (49 км) | Индия                                             |
| 1857 – 1858              | Николай Северцов | 1857: Изследване северната част на платото Устюрт, минаване на юг от планината Мугоджари, изследване на езерото Кашкарата, достигане до Аралско море, минаване край езерото Камъшлъбаш, достигане до Казалинск, продължаване на юг в пустинята Къзълкум, изследване сухата долина на река Жанадаря (на 44º с.ш.) и източния бряг на Аралско море и достигане до Перовск (сега Къзълорда); 1858: Изкачване по река Сърдаря и изследване на хребета Каратау | Казахстан                                         |
| 1858                     | М. Венюков | Първо подробно изследване на горния басейн на река Усури | Русия                                             |
| 1858 – 1859              | Алексей Бутаков | Топографско картиране на делтата и част от долното течение на река Амударя до Нукус | Узбекистан                                        |
| 1858 – 1859              | Чокан Валиханов | Поход в Кашгария през Тяншан и изследване на малкоизследваната част от пустинята Такламакан | Киргизстан, Китай                                 |
| 1858 – 1859              | Константин Будогоски, Арсений Усолцев                                                                                     | Демаркация на границата между Усурийския край и Китай в Далечния изток и картиране крайбрежието на Японско море между 43º 55` – 44º 45`с.ш. Топографско заснемане на езерото Ханка, река Усури и редица малки реки по границата с Китай и откриване истинското положение на река Мулинхе, ляв приток на Усури | Русия, Китай                                      |
| 1859                     | Тимофей Нифантев | Топографско картиране на територията между езерото Балхаш и хребета Джунгарски Алатау и между река Каратал и държавната граница | Казахстан                                         |
| 1859                     | Ричард Карлович Маак | Изследване на река Усури и десните ѝ притоци реките Хор и Иман | Русия                                             |
| 1859 – 1860              | Николай Хаников, Александър Александрович Бунге                                                                           | Географско изследване на северните части на Иранската планинска земя и изясняване на основните ѝ орографско особености. 1859: Тръгване от Горганския залив на Каспийско море изток, преминаване през Мешхед, изследване на източната част на Туркмено-Хорасанските планини и достига до Герат; 1860: Изследване на езерото Хамун и делтата на река Харутруд, завиване на запад, изследване и картиране на около 100 км от източните скланове на планината Кайен, пресичане на пустинята Деще Лут, изследване долното течение на река Руде-Шур и солончаковата падина Немекзар (58º и.д.), преодоляване на меридионалния хребет Кухбенан, пристигане в Керман (30°20′ с. ш. 57°15′ и. д. / 30.333333° с. ш. 57.25° и. д.), продължаване на северозапад, проследяване и картиране на над 300 км от хребета Кухруд, преминаване през Исфахан и пристигане в Техеран | Иран, Афганистан                                  |
| 1859 – 1862              | Фьодор Шмид, Пьотър Глен, Герасим Василиевич Шебунин                                                                      | 1859: Спускане по реките Шилка и Амур до устието на Усури и извършване на геоложки изследвания покрай теченията на реките (Фьодор Шмид); 1860: Изследва не и картиране долното течение на Амур, в т.ч. езерата Кизи, Кади, Орел и др. и западното крайбрежие на Сахалин на протежение около 700 км (Фьодор Шмид, Герасим Василиевич Шебунин); 1860 – 1862: Първо изясняване на орографията на остров Сахалин, на запад и изток – планински хребети – Западен и Източен и между тях долините на реките Тим и Поронай, на север – равнинен терен, а северно от Охинския провлак – два хълмисти меридионални рида с долина между тях (Пьотър Глен); 1861: Изследва и картиране на река Суйфун, вливаща се в Амурския залив на Японско море и езерото Ханка и спускане по река Усури до Хабаровск (Фьодор Шмид); 1862: Изследване и картиране на река Амгун (ляв приток на Амур) от устието ѝ, до устието на левия ѝ приток река Немилен, изкачване по река Керби (десен приток на Немилен), пресичане на хребета Дусе-Алин и изследване цялото течение на река Бурея (ляв приток на Амур) (Фьодор Шмид, Герасим Василиевич Шебунин) | Русия                                             |